# 瓦列里·涅波姆尼亚奇
瓦列里·涅波姆尼亚奇（俄语：Валерий Кузьмич Непомнящий，Valeri Nepomnyashchiy，1943年8月7日—），在中国常被称为涅波，俄罗斯人，是一名退役的足球运动员，现在担任主教练，曾经在中国、日本、韩国等地执教。